# From Me to You (álbum)
From Me to You  es el primer álbum de estudio y su primer álbum debut de la cantante y cantautora japonesa de rock: Yui lanzado en febrero de 2006. El nombre del álbum en inglés que es "From Me to You" y en japonés "Kono Yta Subete, Kimi Ni" (こ の 歌 す べ て 、 君 に), que significa "Todas Estas Canciones, Para Ti".
A pesar de ser el álbum debut de la cantante, tuvo éxito de forma independiente en Japón y en varios países del mundo alcanzando a vender más de 260,000 copias en todo el mundo.
Los sencillos más exitosos del álbum fueron "Feel My Soul", Tomorrow's Way", "Life" y "Tokyo".

## Lista de canciones
Todas las canciones escritas y compuestas por Yui. 
| From Me to You |                   |          |  |
| N.º            | Título            | Duración |  |
| 1.             | «Merry Go Round»  | 03:49    |  |
| 2.             | «Feel My Soul»    | 03:48    |  |
| 3.             | «Ready to Love»   | 03:49    |  |
| 4.             | «Swing of Lie»    | 04:18    |  |
| 5.             | «Life»            | 04:01    |  |
| 6.             | «Blue Wind»       | 04:11    |  |
| 7.             | «I Can't Say»     | 03:38    |  |
| 8.             | «Simply White»    | 03:37    |  |
| 9.             | «Just My Way»     | 03:22    |  |
| 10.            | «Tomorrow's Way»  | 04:45    |  |
| 11.            | «I Know»          | 03:05    |  |
| 12.            | «Tokyo»           | 04:05    |  |
| 13.            | «Spiral & Escape» | 03:27    |  |
| 49:50          |                   |          |  |

## Personal
- Yui - vocal, guitarra

### Personal adicional
- Yoshio Konno - producción
- Ryuzo Suzuki - ingeniero de sonido
- Yuji Chinone - masterización